# Veliko kazalište u Pompejima
Veliko kazalište u Pompejima izgrađeno je u prirodnom brežuljku u drugom stoljeću prije Krista i bilo je jedno od prvih stalnih kamenih kazališta u Rimskom Carstvu. Bilo je oko 5000 gledatelja. U grčkom stilu, višeslojna garnitura za sjedenje proteže se od orkestre isklesane na padini brda. Oko 2. pr. Kr., kazalište su obnovili i darovali gradu Pompejima dva rođaka, M. Holconius Rufus i M. Holconius Celer, prema natpisu u kazalištu. Obojica su bili bogati političari, a djelovanje kao dobročinitelji obnove pomoglo bi u promicanju njihovih političkih ambicija u gradu. Osim toga, obojica su imali iskustva u političkim ulogama koje se odnose na odnos između kolonije i cara, stoga je također moguće da je renoviranje kazališta u rimskom stilu djelomično izvedeno kao počast caru ili da bi se Pompeji dodatno asimilirali u većeg Rimskog Carstva. Rimski utjecaj vidljiv je iznad ove galerije gdje su četiri razine počivale na zasvođenom hodniku. Cavae, prostor za sjedenje publike, bio je podijeljen u tri dijela: najniži dio, ima, bio je rezerviran za senatore, suce i druge plemenite ljude; srednji dio, mediji, sjedila je srednja klasa; vrh, summa, bio je rezerviran za plebejce. Slojevi na "ima" bili su širi i ne tako strmi kao na "media" ili "summa" kako bi bila prostranija i udobnija za višu klasu. Viša klasa također je bila odvojena od ostalih sjedišta kratkim zidom, to je trebalo pokazati klasni sustav i podjele unutar društvenog položaja klasa u Rimu.
Nakon potresa 62. godine, kazalište je renovirano. Kolonada koja vodi do kazališta pretvorena je u barake za boravak gladijatora.
azalište se u moderno doba koristilo za koncerte, opere i kazalište. U 1950-ima, u nastojanju da se sačuvaju izvorne stepenice, postavljeni su željezni okviri koji su dopuštali da se na njih naslanjaju drvene daske kako bi se osiguralo sjedenje.